# Jeanne Calment
Jeanne Louise Calment (født 21. februar 1875, død 4. august 1997) var en fransk kvinde, der med sine 122 år og 164 dage har rekorden som personen med den længste levetid i historien (i alt 44.724 dage). Hun boede i Arles, Frankrig, hele sit liv. Hun blev gift med sin halvfætter Fernand Calment i 1896 og fik med ham datteren Yvonne, som døde i 1934. Det eneste barnebarn, hun fik, var læge og døde i en trafikulykke i 1963, samme år som hendes svigersøn døde.
Jeanne Calment blev kendt i den lokale presse, da hun var 100 år, men det var først som 113-årig, at hun blev kendt internationalt. På det tidspunkt var hun blevet blind. Hun havde mødt van Gogh i sin barndom og fortalte velvilligt om sit liv til de nysgerrige. 
Da man skulle undersøge, om Jeanne Calment virkelig var så gammel, som man troede, gennemgik man både kirkebøger, folketællinger og gamle aviser fra hendes hjemby, Arles. Under arbejdet med at verificere hendes alder fandt man ud af, at hun havde levet så længe på grund af gode gener. De fleste af hendes forfædre gennem de seneste 200 år havde levet længere end gennemsnitsalderen dengang. Faren, Nicolas Calment, blev 93 år, mens moren, Marguerite Gilles, blev 86. Broren, François Calment, blev 97,  og morfaren var 92, da han døde i slutningen af 1890'erne. 